# Álvaro Bomílcar da Cunha
Álvaro Bomílcar da Cunha (Crato, 14 de abril de 1874 — 12 de setembro de 1957) foi um poeta e professor brasileiro.

## Biografia
Era filho de Fenelon Bomílcar da Cunha e Ana de Alencar Bomílcar e aos 14 anos de idade partiu do Crato para o Rio de Janeiro. Funcionário do Tesouro na capital federal, foi transferido entre diversas unidades da Federação.
Sócio-fundador do movimento subsequente à Padaria espiritual, o Centro Literário, iniciado em 27 de setembro de 1894, contava também com um semanário, intitulado: "Iracema", criada a partir de 1895.
Como jornalista, fundou os periódicos “A Pátria” (MT), “O Sertanejo” (periódico literário) e “O Paliadiom” (semanário artístico) no Rio de Janeiro. Redator de “República” (Belém), “Federação” e “Amazonas” (Manaus).
Foi patrono da cadeira nº 8 do Instituto Cultural do Cariri. Uma rua na cidade de Fortaleza, tem seu nome em homenagem ao autor.
Preocupou-se com a temática do racismo, num contexto do abolicionismo e da inserção do Negro no mercado de trabalho.
No Rio de Janeiro, escreveu para a Revista do IHGB bem como ajudou a fundar as revistas Brazílea e Gil Blás, militando junto a Alberto Torres e Jackson de Figueiredo
Sua militância nacionalista foi concretizada no seu papel para a fundação dos movimentos Ação Social Nacionalista e Propaganda Nativista. 

## Obras
- História da Literatura Cearense
- O preconceito de raça no Brasil
- Graciosa (conto)
- Lágrimas de Oiro
- Poemas Sentidos
- Olhando o Passado
- A Política no Brasil.[9]
- Farias Brito
- A Conquista